# فرنسيس داونز
فرنسيس داونز (11 يونيو 1864 بسيدني في أستراليا - 20 مايو 1916) (بالإنجليزية: Francis Downes)‏ هو لاعب كريكت أسترالي.

## وصلات خارجية
- فرنسيس داونز على موقع إي آس بي آن كريك إنفو (الإنجليزية)